# The Obsessed
The Obsessed é uma banda de doom metal/stoner metal liderada por Scott "Wino" Weinrich, que também foi membro de Saint Vitus, Spirit Caravan, Place of Skulls, The Hidden Hand e W.I.N.O.. Formada em 1976, a banda se dissolveu pela primeira vez em 1986, quando Wino foi para o Saint Vitus. Quatro anos depois eles se reuniram novamente. Após lançarem três álbuns, The Obsessed terminou pela segunda vez em 1995. Porém, eles irão se reunir novamente em Abril de 2012, no Roadburn Festival.

## História

### O início (1976–1985)
A banda foi formada inicialmente em 1976, como o nome Warhorse, no estado de Maryland, nos EUA, sendo liderada por Wino. No final dos anos 70 eles começaram a ser conhecidos por The Obsessed. Depois a banda se mudou para uma casa em Rockville, em Maryland, onde compuseram algumas de suas músicas mais aclamadas. Antes dessa mudança, o guitarrista original John Reese deixou a banda. A banda se tornou um trio e permaneceu assim até o início dos anos 80 (i.e., 1982) quando Vance Bockis e depois Norman Lawson entraram para a banda. Durante esse período eles lançaram o EP Sodden Jackal (Spring 1983), que teve uma música ("Concrete Cancer") gravada no Metal Massacre VI da Metal Blade Records. The Obsessed também tentou gravar seu primeiro álbum em 1985 com a Metal Blade, mas ele nunca foi oficialmente lançado.

### Dissoluções, primeiro retorno e término (1986–2010)
A banda terminou no final dos anos 80 e Wino voltou à Califórnia para integrar o Saint Vitus. Wino gravou três álbuns, um EP e um álbum ao vivo com o Saint Vitus. Então a Hellhound Records lançou The Obsessed, um álbum que o The Obsessed tinha gravado em 1985, o que fez Wino a deixar o Vitus e reunir o The Obsessed com uma nova "cozinha" composta pelo baixista Scott Reeder e pelo baterista Greg Rogers. A banda então assinou com a Hellhound Records e logo lançou o Lunar Womb. Scott Reeder saiu da banda para integrar o Kyuss, sendo substituído por Guy Pinhas do Beaver (banda). A banda assinou com a Columbia Records e lançou seu terceiro e último álbum, The Church Within, que recebeu duras críticas. Apesar de grande promoção por parte da Columbia Records (incluindo um documentário de 25 minutos sobre a história da banda), o álbum não vendeu tão bem como esperado. Após o fim do The Obsessed, Wino formou o Spirit Caravan, enquanto a "cozinha" formou o Goatsnake com Pete Stahl e Greg Anderson.

### Segundo retorno (2012–presente)
Em 2012 o The Obsessed retornou pela segunda vez para ser a atração principal do Roadburn Festival e tocar em outras datas pela Europa com a formação do álbum The Church Within (composta por Wino, Greg Rogers e Guy Pinhas). O trio ainda fez algumas apresentações pelos Estados Unidos em 2013 com Reid Raley no lugar de Pinhas. Em 2014 Wino realiza a reunião do Spirit Caravan que dura até o ano seguinte. No começo de 2016 Wino anuncia que mais um retorno do The Obsessed, dessa vez com Brian Costantino na bateria e Dave Sherman do Spirit Caravan no baixo. O trio assina com a Relapse Records e começa a trabalhar num álbum novo e realiza turnês com o Karma To Burn.

## Membros
- Scott "Wino" Weinrich – vocal, guitarra (1980–atualmente)
- Brian Costantino – bateria (2016–atualmente)
- Brian “Wendy” White - baixo (2019-atualmente)

## Discografia

### Álbuns
- The Obsessed (Hellhound Records 1990)
- Lunar Womb (Hellhound Records 1991)
- The Church Within (Hellhound Records/Columbia Records 1994)

- Sacred (2017)

### EPs/Singles
- Sodden Jackal 7" (Invictus Records 1983)
- "Streetside" 7"/CD (Columbia Records 1994)
- "To Protect and To Serve" 7"/CD (Columbia Records 1994)
- Altamont Nation 7" (Bong Load Records 1995)
- Instrumental 7" (Doom Records 1996)
- Sodden Jackal 7") (Doom Records 1996)
- split 7" com Mystick Krewe do Clearlight (com covers do Lynyrd Skynyrd) (2001 Southern Lord Records)

### Compilações/ao vivo/reedições
- History of The Obsessed (Doom Records 1997)
- Live at the Wax Museum (Doom Records 1997)
- Incarnate (Southern Lord Records 1999)
- The Obsessed (reedição com CD gravado ao vivo de 1984) (Tolotta Records 2000)
- History of The Obsessed Volume II (Doom Records 2002)
- Lunar Womb (reedição) (MeteorCity Records 2006)

### Demos
- Demo 1980
- Demo 1982
- Demo Promocional 1985